# منچستر آرنا
منچستر آرنا (انگلیسی: Manchester Arena) یک سالن سرپوشیده در شهر منچستر، انگلستان است.
این سالن که بزرگترین سالن سرپوشیده در بریتانیا و دومین سالن بزرگ در اروپا از لحاظ ظرفیت است در سال ۱۹۹۵ تأسیس شده و دارای ۲۱٬۰۰۰ نفر ظرفیت دارد. منچستر آرنا میزبان ورزش‌هایی همچون بوکس، دارت، هاکی روی یخ و کنسرت‌های موسیقی است.

## نگارخانه

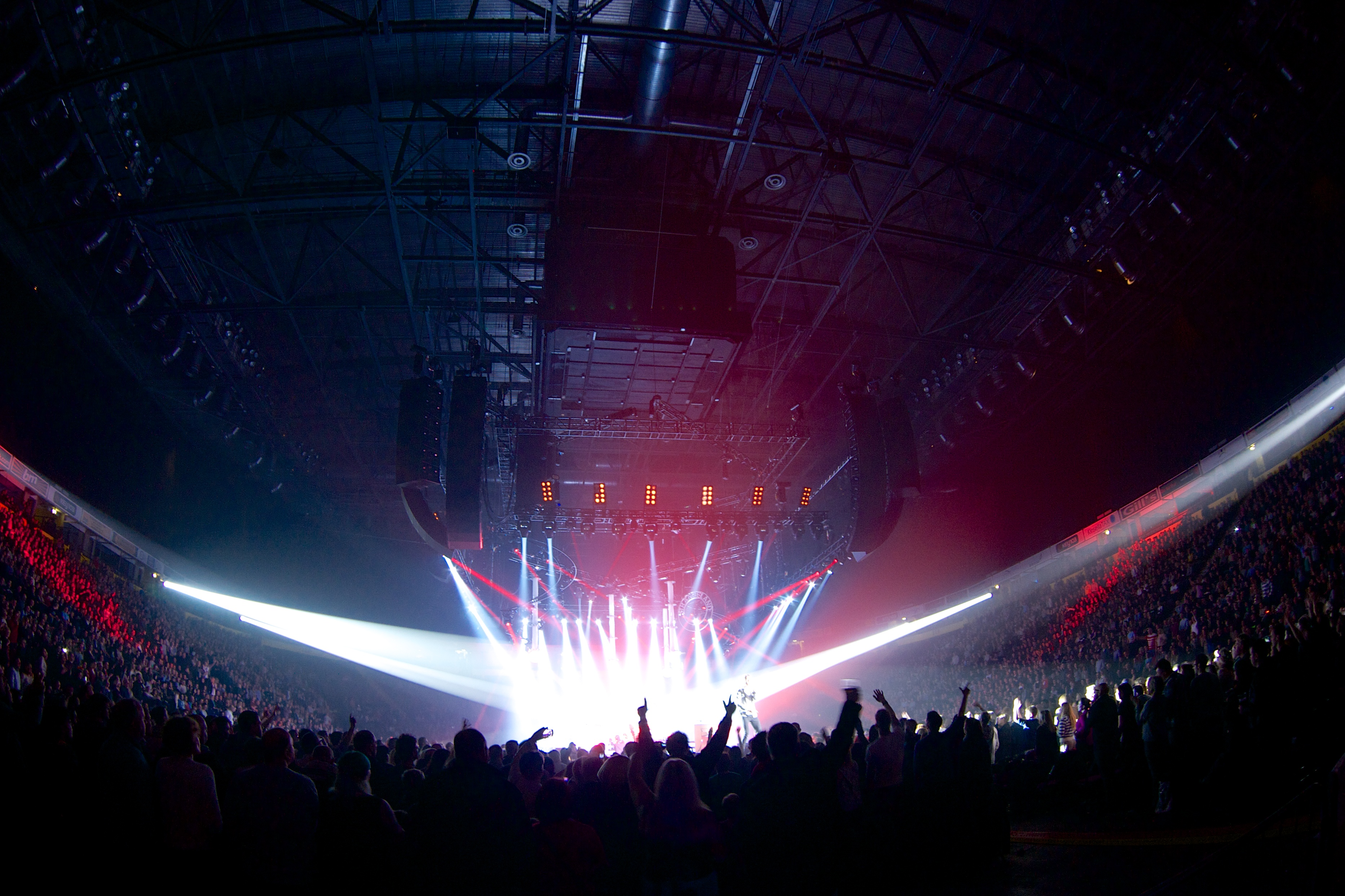
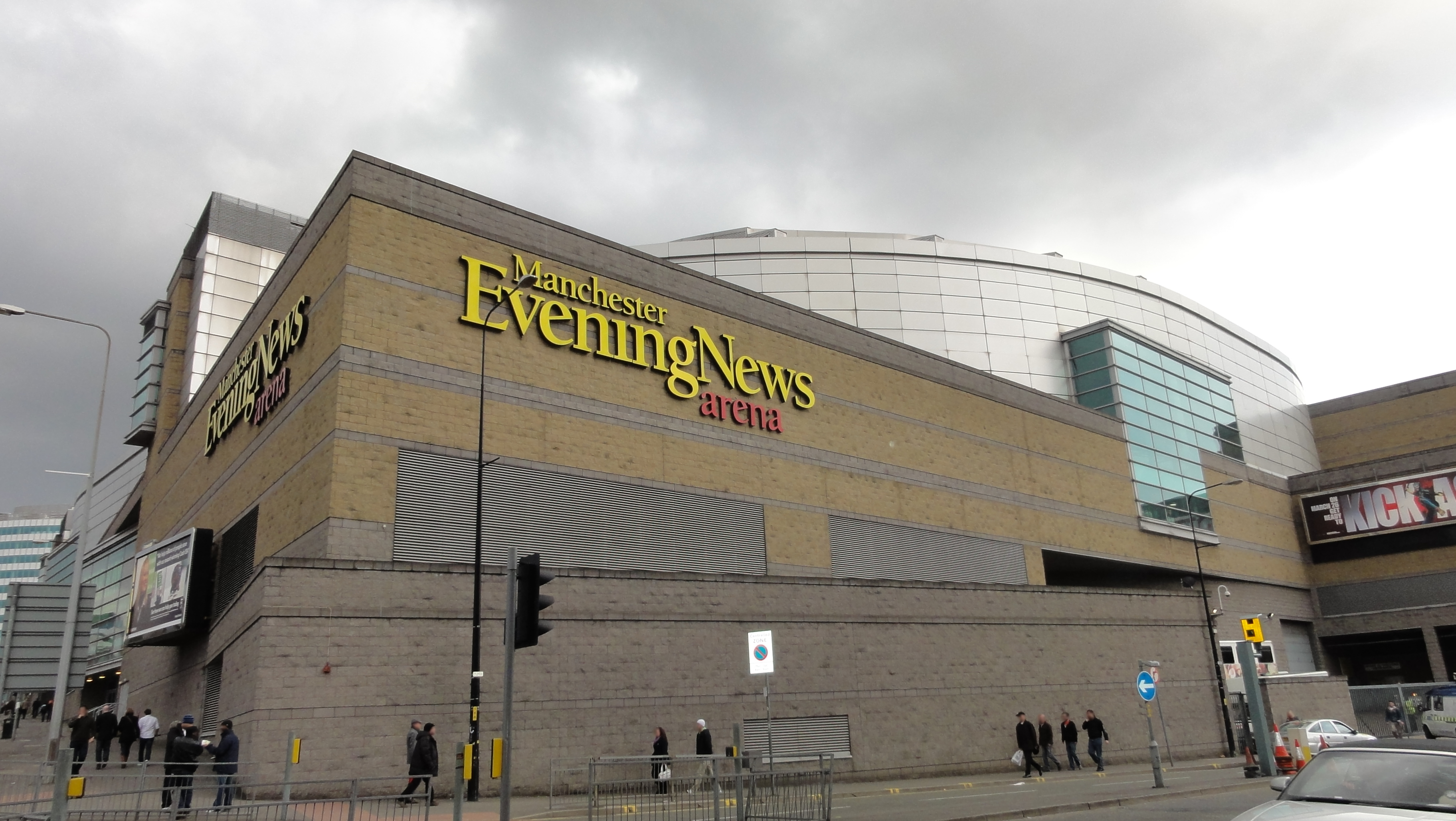
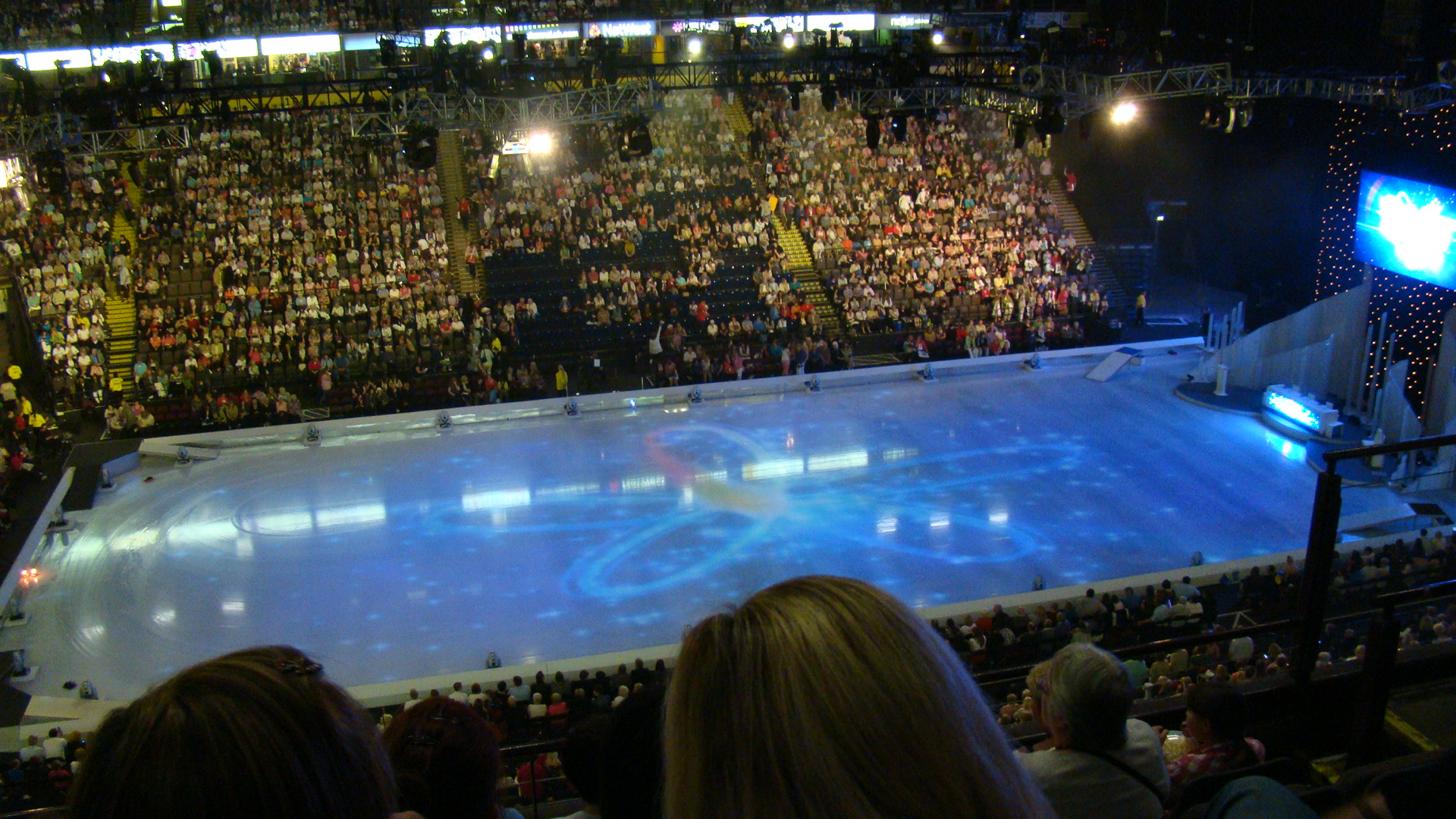
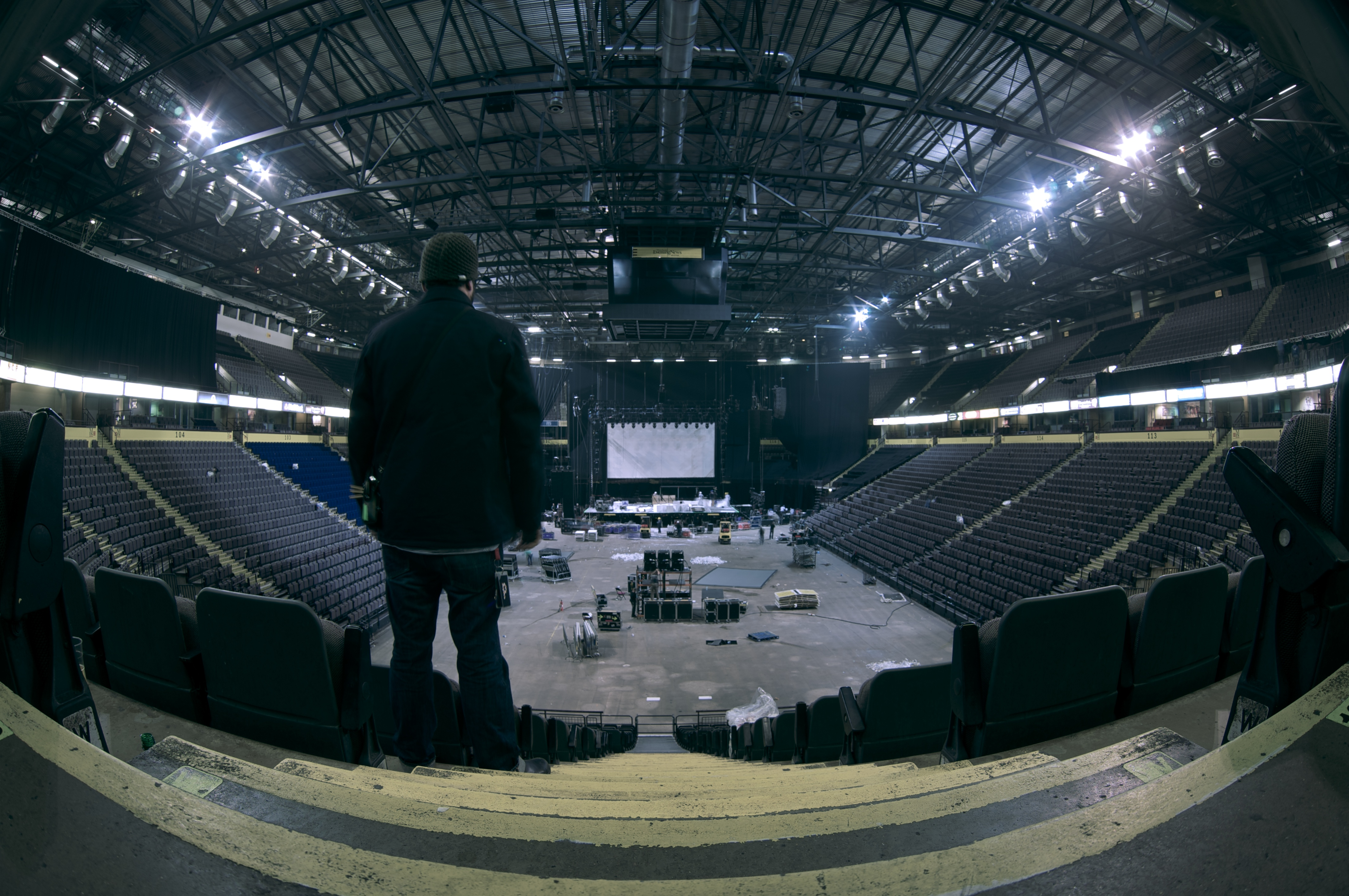